# Ferdinand Höfer
Ferdinand Höfer (5. března 1915, Jaroměřice nad Rokytnou – 24. dubna 2009, Jaroměřice nad Rokytnou) byl český knihkupec, archivář a katolický aktivista, dlouholetý předseda Společnosti Otokara Březiny a čestný občan města Jaroměřic nad Rokytnou.
Ferdinand Höfer byl v mládí členem ve skautskéhm hnutí, později se angažoval v Katolické akci, za druhé světové války se podílel na Československém protinacistickém odboji, byl také členem Konfederace politických vězňů.
Dne 14. října 1949 byl zatčen a 18. března 1950 odsouzen ve vykonstruovaném procesu ke 14 letům vězení, ztrátě majetku a pokutě ve výši 40 000 korun. 15. února 1955 byl ze zdravotních důvodů propuštěn poté, co jej bachař v Leopoldově zkopal tak, že z něj udělal invalidu. Před propuštěním musel ovšem podepsat dokument, že spadl ze schodů a že s ním bylo slušně zacházeno.
Opravil a spravoval Březinův památník v Březinově ulici v Jaroměřicích a byl předsedou Společnosti Otokara Březiny. Ve vězení vydal na motácích samizdatový výbor z Březinova díla. Celý život byl propagátorem osobnosti a díla Otokara Březiny. Býval průvodcem v jeho jaroměřickém muzeu, pravidelně přispíval do Bulletinu Společnosti Otokara Březiny. V roce 1969 byl oceněn při příležitosti setkání ke 40 letům od smrti Otokara Březiny, kdy obdržel pamětní medaili ke 100. výročí narození Otokara Březiny.